# Лопатин, Михаил Алексеевич
Михаил Алексеевич Лопатин (01.07.1940-25.04.2022) — советский и украинский военный деятель, генерал-полковник авиации, командующий 8-й отдельной армией ПВО, командующий войсками Воздушной обороны Украины.
Родился 1 июля 1940 г. в д. Свобода Кличевского района Могилёвской области (Белоруссия).
Окончил Даугавпилское военное авиационное училище (1961), Минское зенитное ракетное инженерное училище (1970, с отличием), Военную академию ПВО Сухопутных войск (1984, заочно, с отличием).
Начинал военную службу в Днепропетровской бригаде ПВО в должности офицера наведения зенитно-ракетного дивизиона С-75.
В 1962—1965 гг. выполнял правительственное задание на Кубе, участник боевых действий (офицер наведения зенитного ракетного дивизиона).
В 1970—1988 гг. заместитель командира дивизионного комплекса С-200, командир дивизиона комплекса С-75, начальник штаба полка, бригады, командир 211-й зенитной ракетной бригады (1976—1978), начальник отдела боевой подготовки зенитных ракетных войск армии (1978—1982), зам. командира корпуса ПВО (1982—1984), командир 19-й дивизии ПВО (1984—1986), командир 49-го корпуса ПВО (1986—1988).
В 1988—1989 гг. — начальник штаба, с августа 1989 г. — командующий 8-й отдельной армией ПВО.
С 27 мая 1992 г. командующий Войсками ПВО Украины. С апреля 1995 по апрель 1996 г. — командующий войсками Воздушной обороны Украины. С июня по ноябрь 1996 г. — первый заместитель начальника Академии Вооружённых Сил Украины.
Генерал-лейтенант авиации (20.04.1990). Генерал-полковник авиации (07.05.1995). Кандидат военных наук.
Награждён орденами Боевого Красного Знамени, «За службу Родине в Вооруженных Силах СССР» III (1978) и II (1987) степеней, орденами Александра Невского (1991), «Верность боевым традициям», «За заслуги» III ст., медалью «За отвагу» (1964), 38 другими медалями, Грамотой Верховного Совета УССР (1988), Верховной Рады Украины (2007), Почётной грамотой министра обороны Кубы.
В апреле 1997 года уволен в отставку.
Жил в Киеве, умер и похоронен там же.